# 趙機
陳王趙機（1114年—1114年），宋朝宗室。
宋朝第八代皇帝宋徽宗赵佶的第二十二子，生母懿肃贵妃王氏，政和四年（1114年）二月出生，五月早殤。追賜名趙機，贈太師、兼右弼，追封陳王，谥号悼惠。